# Casa-fàbrica Dardé, Cabañes i Oliveras
La casa-fàbrica Dardé, Cabañes i Oliveras era un edifici situat als carrers de Sant Pau, 97 i de l'Hort de Sant Pau, 1 del barri del Raval de Barcelona, actualment desaparegut.

## Història
El 1841, l'exguarda-magatzem de la Duana Josep Cabañes i Pujol va adquirir en emfiteusi a l'advocat Ramon Roig i Rey i a Teresa Badia, vídua del farmacèutic Ramon Fina, un hort amb unes casetes ruïnoses al carrer de Sant Pau i la travessia de l'Hort de Sant Pau, amb l'obligació d'invertir-hi en millores 10.000 lliures en tres anys, davant del notari Josep Dardé i Ravanell (†1854). Poc després, en va fer agnició de bona fe de les 2/3 parts al mateix Dardé i a Francesc Oliveras i Puigdueta (†1855), i aquest darrer de la meitat de la seva part a la seva germana Teresa.
La casa-fàbrica ja devia estar acabada el 1843, quan els propietaris hi van fer instal·lar una màquina de 24 CV procedent de la casa Hall de Datford (Anglaterra), substituïda el 1869 per una de 40 CV segons el projecte de l'enginyer industrial Camil Julià i Vilasendra. El 1847, hi vivia el fabricant Joan Aloy i Esteve, que hi tenia un establiment de blanquejament de teixits i una filatura de cotó, compartint les instal·lacions amb Ramon Paradell. Posteriorment hi hagué altres industrials del ram com Fèlix Aloy, Casamitjana germans, Bartomeu Castellarnau i Mascaró Francesc Torrescasana i Carbonell, Rivera i Escudé, Salvador Sagrera i Martorell i Domènec Olivella i Cia.

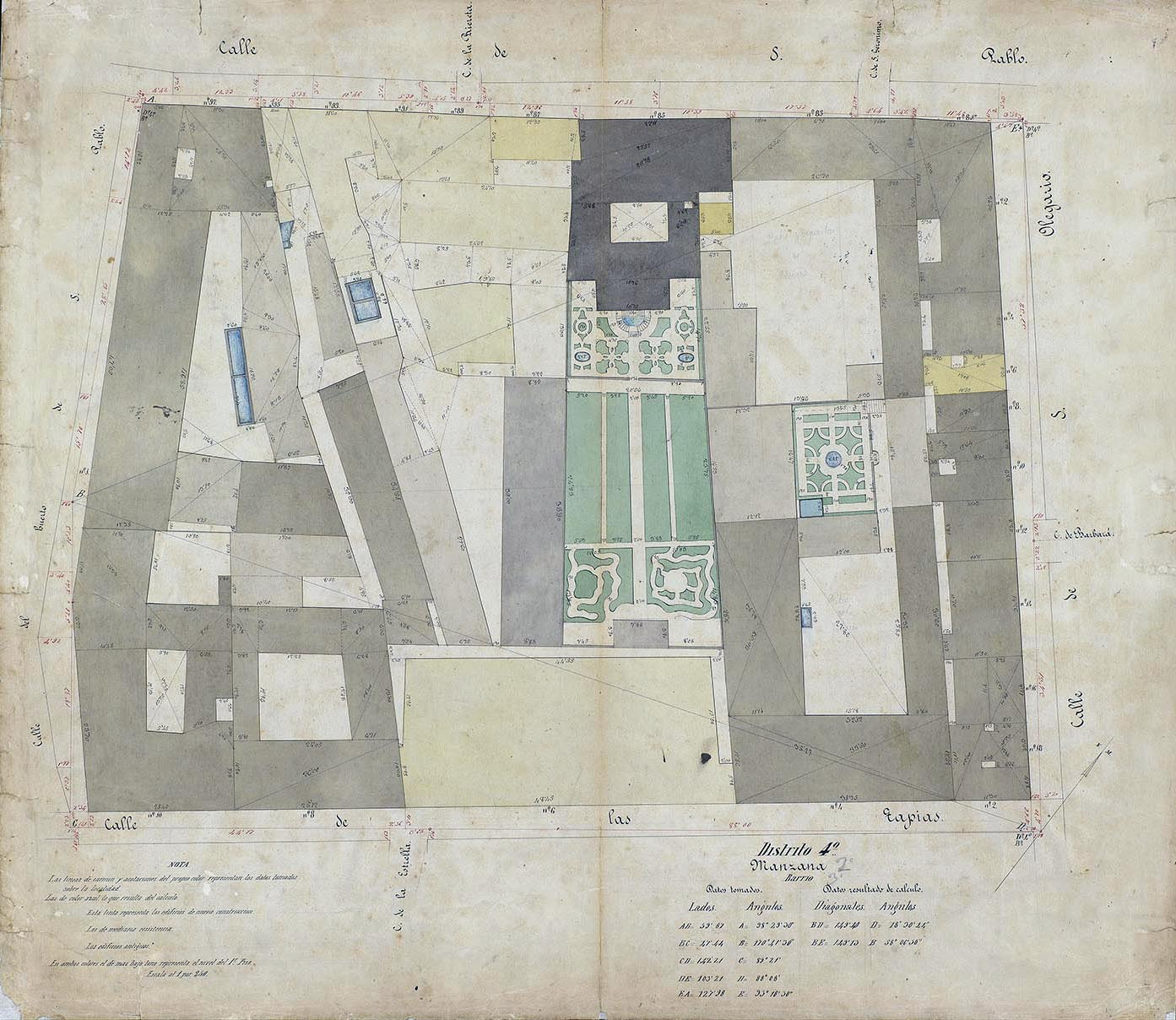
Quarteró núm. 89 de Garriga i Roca (c. 1860)

Pel que sembla, el notari Esteve Tramullas, deixeble i hereu de Dardé, va esdevenir l'únic propietari de la fàbrica, que el 1885 va patir un atemptat amb explosius: «[…] el domingo á las cinco de la mañana estalló una bomba cargada con dinamita en la escalera de una fábrica de la calle de San Pablo, propiedad de D. Esteban Tramullas, derribando un gran trozo de escalera, abriendo en la pared una brecha enorme y no dejando en la casa un cristal sano. Ignórase quién fué el autor de tan bárbara hazaña.»
El 1905 se'n va declarar un incendi al primer pis, on van acudir tres dotacions de bombers, i el 1915 es van substituir els generadors de vapor per motors elèctrics.
El 1946, un incendi a la fàbrica de buates de Martí i Grau s'hi va propagar ràpidament a causa de la gran quantitat de cotó emmagatzemat i va provocar l'ensorrament de bona part de l'edifici, ocupat a més per una fàbrica de calçat, diversos tallers i habitatges. Finalment, va ser enderrocat el 1957 per a l'arranjament dels jardins de Sant Pau del Camp.

## Descripció
Es tractava d'una tipologia semblant a la veïna Estruch: un edifici d'habitatges de planta baixa i quatre pisos situat a la cantonada, i alineat amb aquest, la «quadra» de planta baixa, tres pisos i golfes amb façana al carrer de l'Hort de Sant Pau. Al pati d'illa, on s'hi accedia per un estret passadís, hi havia dues naus en forma de «7» invertit i un safareig.